# José Aceituno
José Aceituno, född 4 januari 1937, död 16 maj 2002, var en friidrottare från Chile. Han deltog vid olympiska sommarspelen 1960.